# Света Троица (пещера)
Света Троица (на гръцки: Σπήλαιο Αγίας Τριάδας) е пещера в Костурско, Гърция, област Централна Македония.

## Местоположение
Пещерата е разположена в планината Саракина (Палиоклиси) югозападно от село Лошница (Гермас). На 12 m от входа има светилище, посветено  на Света Троица.

## Описание
Пещерата е оформена във варовици със триаска-средноюрска възраст в Пелагонийската зона. Вероятно е създадена чрез проникване на вода. Състои се от коридор с посока СИ-ЮЗ и обща дължина 38 m. В нея има сталактити, сталагмити, стълбове, както и седименти на пода. Могат да се видят следи от човешка употреба от Неолита, Бронзовата епоха, Средновековието и Османския период, както и съвременни.
На 70 m от тази пещера има по-малка с една камера, в която няма следи от човешка употреба.